# Бузанский сельсовет
Бузанский сельсовет — административно-территориальная единица и муниципальное образование (сельское поселение) в Красноярском районе Астраханской области Российской Федерации.
Административный центр — село Новоурусовка.

## Географическое положение
Территория сельсовета составляет 17783 га, из них земли сельхозназначения — 15655 га, земли населенных пунктов — 314 га, земли промышленности — 495 га, земли водного фонда — 728га, земли лесного фонда −526 га. В аренде из сельскохозяйственных земель находится 764,94 га (юридические лица — 0,44 га, с/х лица — 753,81 КФХ, физ.лица, ЛПХ — 10,69 га). Ближайшая железнодорожная станция — ст. Дельта Приволжской железной дороги (15 км.).

## История
Бузанский сельский совет народных депутатов образован в 1932 году на базе Новоурусовского сельсовета.
Муниципальное образование «Бузанский сельсовет» зарегистрировано Управлением юстиции Администрации Астраханской области 26 декабря 1996 года, регистрационный номер № 131. Изменения и дополнения в Устав вносились 21.12.1999 года, 04.04.2002 г, 30.08.2004 г., 20.12.2005 г., 02.06.2008 г., 17.06.2009 г., 21.05.2010 г., 18.08.2010 г.
Современные границы сельсовета утверждены в 1997 году.
Статус и границы сельского поселения установлены Законом Астраханской области от 6 августа 2004 года № 43/2004-ОЗ «Об установлении границ муниципальных образований и наделении их статусом сельского, городского поселения, городского округа, муниципального района».
В 2015 году преобразованы путём объединения муниципальные образования «Бузанский сельсовет» и «Верхнебузанский сельсовет» в муниципальное образование «Бузанский сельсовет» с административным центром в селе Новоурусовка.

## Население
| 2010  | 2012  | 2013  | 2014  | 2015  | 2016  | 2017  |
| ----- | ----- | ----- | ----- | ----- | ----- | ----- |
| 3008  | ↗3058 | ↗3123 | ↗3168 | ↗3222 | ↗5394 | ↗5411 |
| 2018  | 2019  | 2020  | 2021  |       |       |       |
| ↘5393 | ↘5365 | ↘5324 | ↘5132 |       |       |       |

На 01.01.2011 г. население составляло 3011 человек, из них: мужчин — 1469 человек, женщин — 1542 человек, трудоспособного населения 1869 человек (62 %), пенсионеров 557 человек (18 %), моложе трудоспособного возраста 591 человек (20 %).
Население на 1.01.2013 года — 3134 человека, из них мужчин — 1538, женщин — 1596.

## Состав
| № | Населённый пункт | Тип населённого пункта       | Население |
| - | ---------------- | ---------------------------- | --------- |
| 1 | Аллайский        | посёлок                      | ↘249      |
| 2 | Бузан            | посёлок                      | ↗992      |
| 3 | Верхний Бузан    | посёлок                      | ↗1826     |
| 4 | Дельта           | посёлок                      | ↗86       |
| 5 | Новоурусовка     | село, административный центр | ↗1189     |
| 6 | Староурусовка    | село                         | ↘147      |
| 7 | Тальниковый      | посёлок                      | ↗471      |
| 8 | Шмагино          | посёлок                      | ↘223      |

## Хозяйство
В 2012 году по сравнению с 2011 годом в ЛПХ увеличилось поголовье КРС на 100 голов, овец и коз — на 150 голов. За период с 2012 по 2013 годы планируется увеличить в ЛПХ поголовье КРС на 1,3 %, в том числе коров на 1,4 %, свиней на 3,6 %, лошадей на 10 %. Будет увеличено производство мяса на 5,9 % и молока на 3,9 %. На 2011 год в сельсовете действовало 346 сельхозпредприятий.

## Объекты социальной сферы
На территории п. Бузан находятся МБОУ «Бузанская СОШ» с дошкольной группой, фельдшерско-акушерский пункт, клуб, библиотека, аптека, 5 универсальных магазина. На территории с. Новоурусовка находится 9 магазинов, МБОУ «Новоурусовская СОШ», детский сад, библиотека, фельдшерско-акушерский пункт. На территории п. Тальниковый находится дом культуры, фельдшерско-акушерский пункт, библиотека, 3 магазина. В с. Староурусовка 1 магазин, в п. Аллайский находится 2 магазина, клуб.